# Campo Belo (São Paulo)
Campo Belo est un district situé dans la région sud de la municipalité de São Paulo, à la limite nord de l'ancienne municipalité de Santo Amaro. Ces dernières années, il est devenu une zone de grands immeubles de classe moyenne et supérieure.

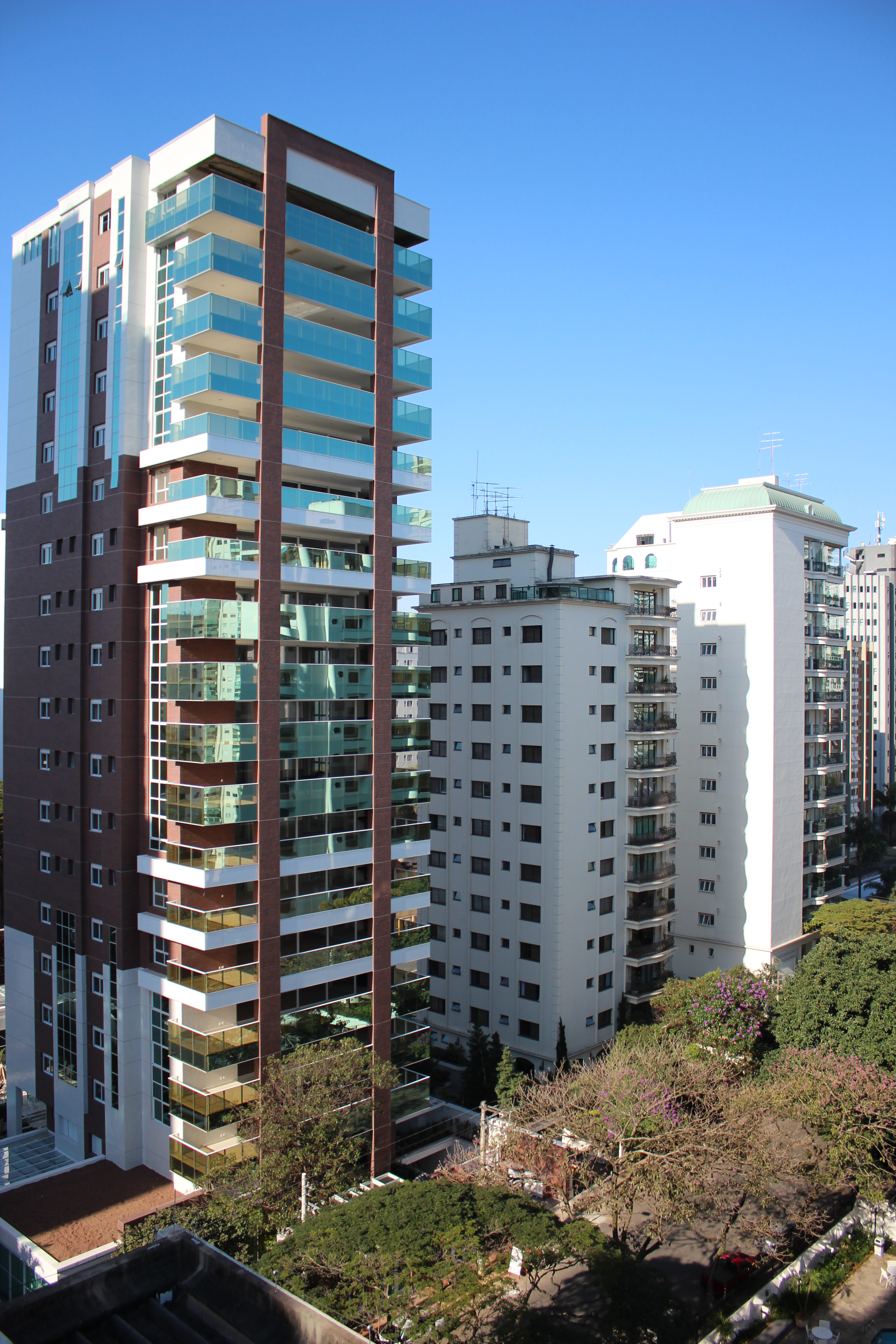
Vue sur le district.

Le quartier est délimité par les avenues dos Bandeirantes, Santo Amaro, Professor Vicente Rao, Vereador João de Luca, rue Maratona, rue Palacete das Águias, avenue Doutor Lino de Moraes Leme, rue General Pantaleão Teles, la partie sud de l'aéroport de Congonhas et avenue Jurandir (bordant la partie est de l'aéroport).
L'origine du quartier Campo Belo est liée à l'évolution de l'ancien village de Santo Amaro. En principe, avec l'inauguration en 1886 du chemin de fer reliant São Paulo à Santo Amaro, la région des vastes champs et fermes a commencé à être occupée. L'une des plus grandes fermes de la région appartenait à la famille Vieira de Morais, attribuée à la mi-1903. La subdivision de cette ferme et d'autres a facilité la colonisation allemande de la région.
L'ancienne ligne de train a été remplacée, le 7 juillet 1913, par une ligne de tramway, qui s'écartait de l'itinéraire précédent sur la rue Domingos de Morais jusqu'à l'avenue Conselheiro Rodrigues Alves, en suivant les régions d'Indianópolis, Campo Belo, Brooklin Paulista et Alto da Boa. Vista, donnant naissance à ces qui sont maintenant l'avenue Ibirapuera et l'avenue Vereador José Diniz.

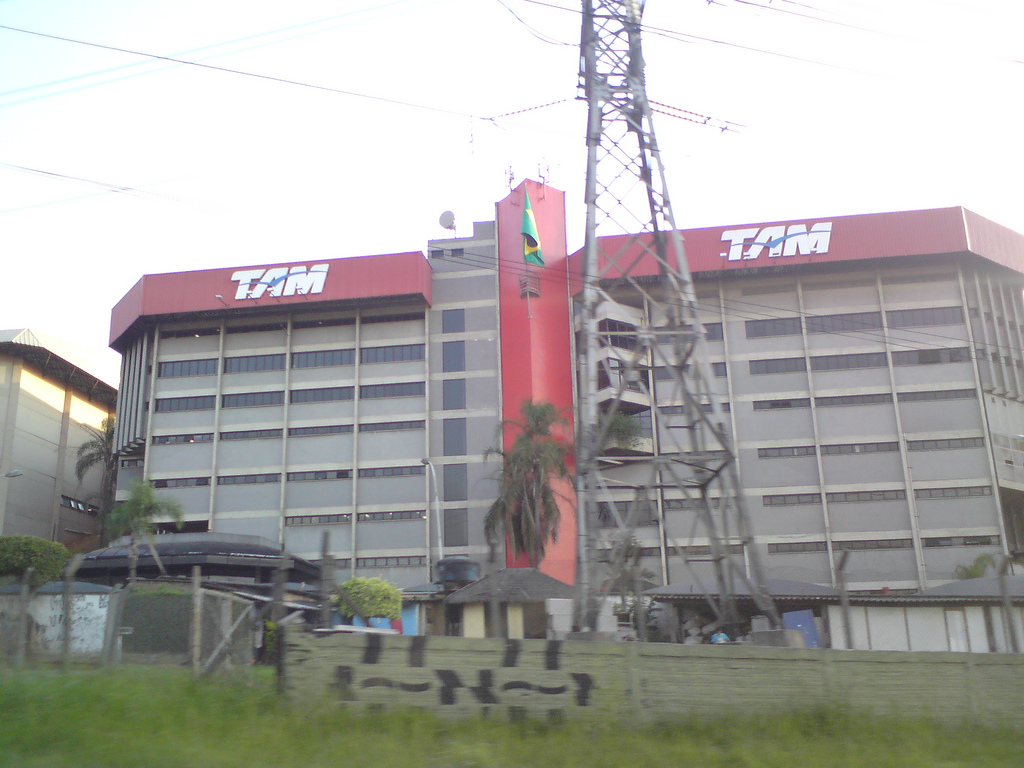
Le siège de TAM Linhas Aéreas, situé dans le district.

En 1953, l'ancienne Companhia Telefônica Brasileira - CTB, installe dans le quartier, à rue Vieira de Morais, un poste téléphonique qui s'appelait initialement Santo Amaro, qui, avec le préfixe 61, desservait toute la zone sud-ouest de la capitale de São Paulo. En 1967, il fut rebaptisé Poste Campo Belo, et commença à connaître des agrandissements successifs, en plus de plusieurs coupures dans la zone, qui commença à être desservie par de nouveaux postes téléphoniques (Santo Amaro, Chácara Santo Antônio, Real Parque, Berrini, Moema et Campo Grande). En 1995, avec le remplacement de l'équipement de l'ancien central avec le préfixe 61 par un nouveau central numérique avec le préfixe changé en 5561, c'était le premier quartier au Brésil à avoir des téléphones à huit chiffres. Actuellement, plus de 250 000 terminaux sont installés au poste téléphonique de Campo Belo.
C'est aujourd'hui un quartier haut de gamme, proche de quartiers renommés de la ville comme Itaim Bibi, Saúde et Moema, et il est également proche d'autres quartiers en plein développement, comme Jabaquara, Santo Amaro et Cidade Ademar, mais le quartier abrite également de nombreuses favelas, principalement à la frontière avec les quartiers de Jabaquara et Santo Amaro. Certaines des communautés les plus connues sont Buraco Quente, Souza Dantas et Alba.
Dans le quartier de Campo Belo se trouve l'aéroport de Congonhas, l'un des plus fréquentés d'Amérique latine. L'aéroport n'a cessé d'être la référence pour les voyages internationaux qu'après la construction de l'aéroport de Cumbica, à Guarulhos, malgré un mouvement intense de voyages sur tout le territoire national.
En 2019, le quartier a commencé à être desservi par le métro de São Paulo avec l'ouverture de la station Campo Belo, inaugurée le 8 avril et appartenant à la ligne 5 - Lilas, exploitée par ViaMobilidade. Le quartier serait également desservi par la ligne 17 - Or, qui a déjà connu plusieurs retards dans son calendrier et est actuellement avec les travaux à l'arrêt, sans prévision d'achèvement ou d'inauguration. Sur son tracé, la ligne aura cinq stations abritées dans le district : Jardim Aeroporto, Congonhas (avec connexion à l'aéroport), Brooklin Paulista, Vereador José Diniz et la station Campo Belo elle-même, s'intégrant ainsi à la ligne 5 - Lilas.
Campo Belo est également connu pour sa bonne infrastructure, qui abrite plusieurs zones résidentielles de luxe avec tous types d'entreprises et de services, des restaurants aux écoles, cliniques et centres commerciaux. Le quartier est soigneusement équilibré avec le développement de la ville et la préservation des espaces verts, assurant ainsi une qualité de vie enviable à ses résidents et voyageurs. À part cela, son emplacement parfait, pas très loin des principales autoroutes et de l'aéroport de Congonhas, en fait une zone très recherchée par ceux qui souhaitent vivre dans un endroit paisible, comme s'ils habitaient dans un quartier, tout en ayant un accès garanti à toutes les parties de la municipalité de São Paulo.

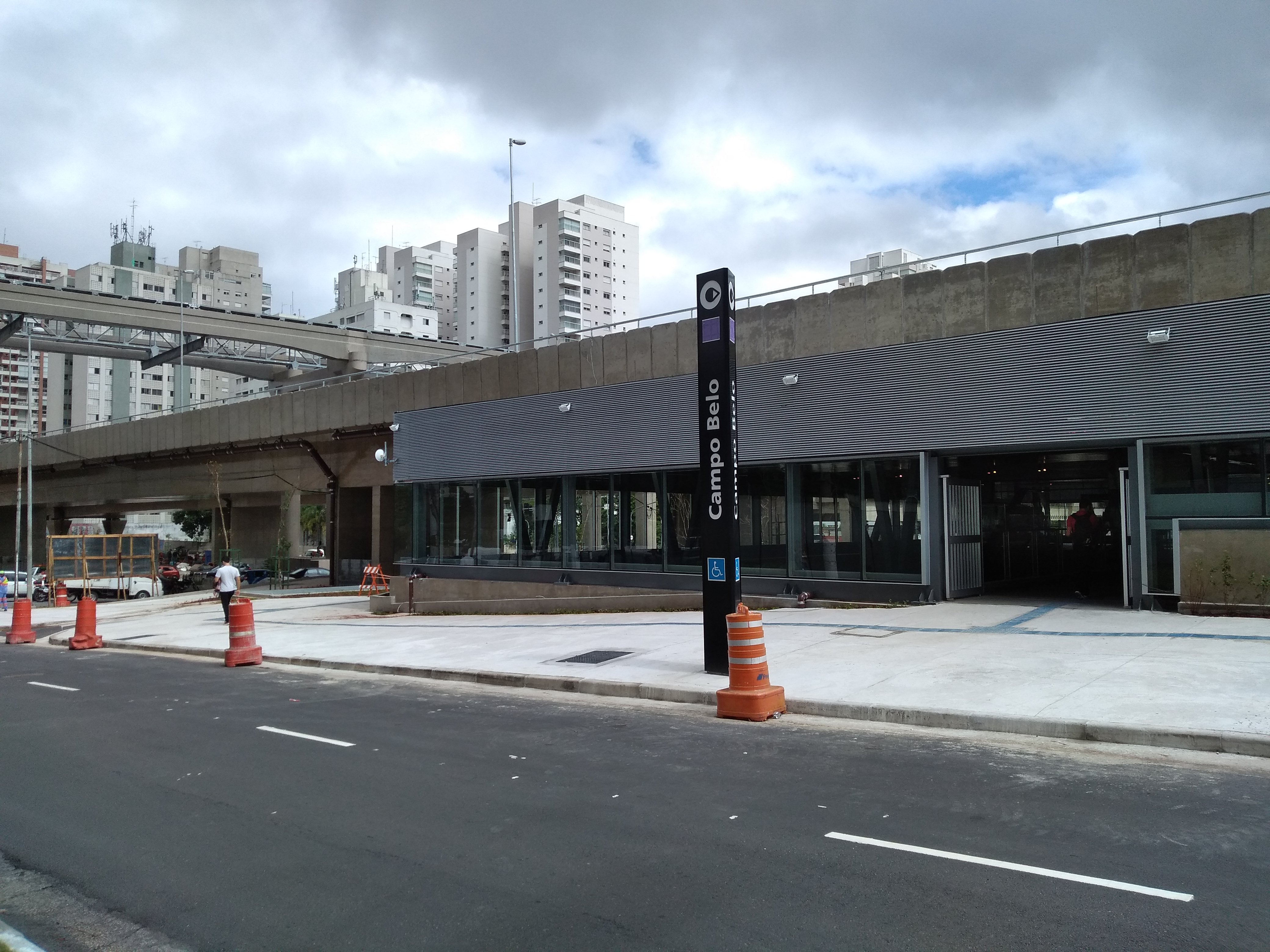
Entrée de la station de métro Campo Belo, la première à être construite et inaugurée dans le district.

## Districts limitrophes
- Moema (Nord)
- Saúde (Nord-Est)
- Jabaquara (Sud-Est)
- Santo Amaro (Ouest)
- Itaim Bibi (Nord-Ouest)

## Quartiers
- Brooklin Velho
- Campo Belo
- Jardim Aeroporto
- Jardim Brasil
- Jardin Rutinha
- Vila Aeroporto
- Vila Alexandrina
- Vila Canaã
- Vila Carmem
- Vila Congonhas